# نفق دوريلو
نَفَقُ دُورِيلُّو (بالإنجليزية: Dorello's canal)‏ هو غلافٌ عظمي على شكل قوس يُحيط بالعصب المبعد والجيب الصخري السفلي حيث يندمج الهيكلان مع الجيب الكهفي. يُوجد النفق أحيانًا عند طرف العظم الصدغي.